# Taiwan LPGA Tour 2015
De Taiwan LPGA Tour 2015 is het dertiende seizoen van de Taiwan LPGA Tour, sinds 2003. Het seizoen begon met het Hitachi Ladies Classic, in januari 2015, en zal eindigen met het Chung Cheng Heritage Tour, in november 2015. Er staan voorlopig zestien toernooien op de kalender.

## Kalender
| Data  | Data  | Toernooi                               | Stad          | Winnaar              | Score | Score | Info           |
| ----- | ----- | -------------------------------------- | ------------- | -------------------- | ----- | ----- | -------------- |
| 09-01 | 11-01 | Hitachi Ladies Classic                 | Taoyuan       | Pornanong Phatlum    | 214   | –2    |                |
| 23-01 | 25-01 | Taifong Ladies Open                    | Changhua      | Kuo Ai-Chen          | 209   | –7    |                |
| 30-01 | 01-02 | TLPGA & Royal Open                     | Hsinchu       | Nontaya Srisawang po | 211   | –5    |                |
| 11-03 | 13-03 | ICTSI Ladies Open                      | Filipijnen    |                      |       |       | Nieuw toernooi |
| 18-03 | 19-03 | Mercuries Life Insurance Heritage Tour | n.n.b.        |                      |       |       | Nieuw toernooi |
| 18-03 | 19-03 | Chung Cheng Heritage Tour - spring     | Guishan       |                      |       |       |                |
| 23-04 | 26-04 | Swinging Skirts LPGA Classic           | San Francisco |                      |       |       |                |
| 13-05 | 15-05 | Yeangder TLPGA Open                    | Linkou        |                      |       |       |                |
| 05-06 | 07-06 | Hong Kong Ladies Open                  | Hongkong      |                      |       |       | Nieuw toernooi |
| 12-06 | 14-06 | CTBC Shanghai Ladies Classic           | Sjanghai      |                      |       |       |                |
| 25-06 | 27-06 | KENDA Tires TLPGA Open                 | Linkou        |                      |       |       |                |
| 06-08 | 08-08 | JING-DU Construction Open              | Linkou        |                      |       |       |                |
| 09-09 | 11-09 | Party Golfers Ladies Open              | Taichung      |                      |       |       |                |
| 24-09 | 26-09 | CTBC Ladies Open                       | Taoyuan       |                      |       |       |                |
| 22-10 | 25-10 | Fubon LPGA Taiwan Championship         | Linkou        |                      |       |       |                |
| 18-11 | 19-11 | Chung Cheng Heritage Tour - autumn     | Guishan       |                      |       |       |                |

| po = winnares na play-off |